# Charmaine Callahan
Charmaine Jessica Callahan (* 22. Mai 1983 in Neu-Ulm) ist eine deutsche Basketballspielerin.

## Laufbahn
Callahan hat eine deutsche Mutter und einen US-amerikanischen Vater. 2006 wechselte sie aus Ulm zum USC Freiburg und blieb bis zum Ende der Saison 2009/10 im Breisgau. Fortan gehörte die 1,83 Meter große Flügel- und Innenspielerin dem Bundesliga-Aufgebot des BV Wolfenbüttel an. Im Juni 2011 wurde sie als Neuzugang beim TSV Wasserburg vermeldet. Zu dem Wechsel kam es aber nicht, da Callahan um Vertragsauflösung bat, um doch in Wolfenbüttel zu bleiben. Als Spielführerin der Niedersächsinnen trug sie erheblich zum Gewinn der deutschen Meisterschaft in der Saison 2011/12 bei. Ende Mai 2012 bestritt Callahan ihr erstes Länderspiel für die deutsche Nationalmannschaft, sie kam auf insgesamt 16 Einsätze im Nationaltrikot, die sie ausnahmslos im Sommer 2012 verzeichnete.
Callahan blieb bis 2013 in Wolfenbüttel. In der Sommerpause 2014 schloss sie sich dem Herner TC an, war in der Saison 2014/15 aber lange verletzt und kam für Herne nur auf acht Bundesliga-Spiele. In der Saison 2015/16 lief die gelernte Physiotherapeutin zeitweilig noch für den TuS Lichterfelde in der zweiten Liga auf. Bei „TuSLi“ war sie auch als Jugendtrainerin tätig.
Später wechselte sie als Spielerin zum Rollstuhlbasketball und trat in der 2. Bundesliga mit Alba Berlin an.